# Hippocampus alatus
Hippocampus alatus o caballito de mar alado es una especie de pez de la familia Syngnathidae, en el orden de los Syngnathiformes.

## Morfología
Una de sus características distintivas, que da nombre a la especie, son las grandes espinas en los anillos de la espalda, que cuentan con proyecciones dermales con forma de ala. Tiene 15-18 radios blandos dorsales y 4 radios blandos anales, 11 anillos en el tronco y 34-36 anillos en la cola. La espina encima del ojo es de moderado tamaño, del diámetro de la pupila, la espina lateral de la cabeza es grande, como la de encima del ojo.
Los machos pueden alcanzar los 11,7 cm de longitud total.

## Reproducción
Son ovovivíparos. Los machos incuban las crías en una bolsa abdominal. Los huevos son color ámbar, con forma de pera, y están embebidos en el tejido de la bolsa incubadora, del que reciben oxígeno.

## Hábitat
Es una especie marina, demersal y de aguas tropicales. Se encuentran en fondos blandos de la plataforma continental. En Papúa Nueva Guinea se les encuentra en laderas de arena profundas, entre arrecifes e islas, expuestas a fuertes corrientes mareales, con esponjas y gorgonias. También en salientes y áreas de escombros  o corales que les proveen de refugios.
Su rango de profundidad es entre 10 y 80 metros.

## Distribución geográfica
Se encuentra al norte de Australia, desde el archipiélago Dampier, atravesando el golfo de Carpentaria, hasta el cabo York. En el norte de Sulawesi, Indonesia, en el sur de Filipinas, y al sureste de Papúa Nueva Guinea.